# Adolf Reeb
Adolf Reeb (Spirkelbach, 22 agosto 1920 – Manhay, 25 dicembre 1944) è stato un militare tedesco delle Waffen-SS decorato con la Croce di Cavaliere della Croce di Ferro nel corso della seconda guerra mondiale.

## Biografia

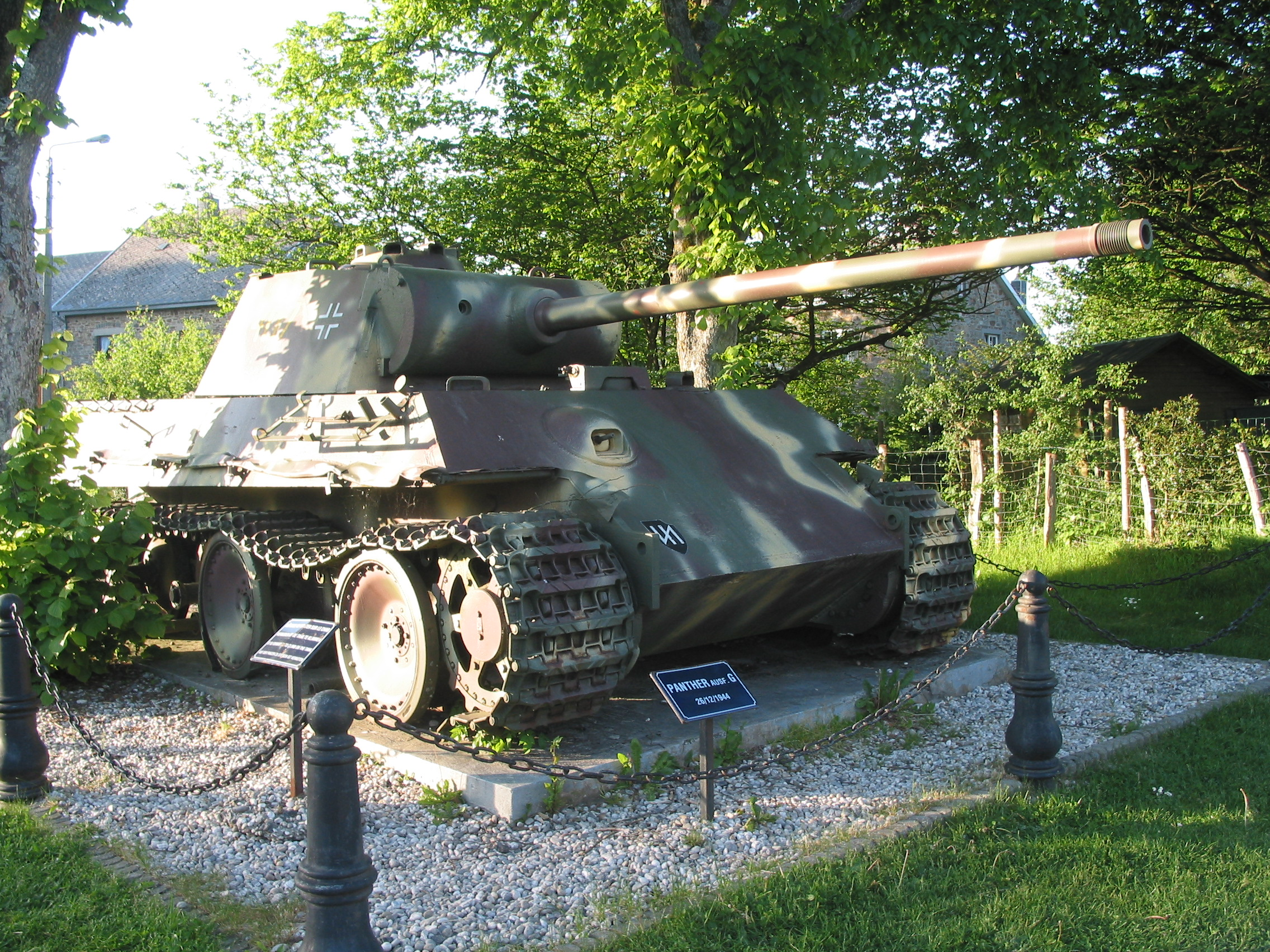
Un carro Panzer V Ausf. G. "Panther" (Sd.Kfz. 171) che prese parte all’Offensiva delle Ardenne esposto a Manhay, Belgio

Nacque il 22 agosto 1920 a Spirkelbach, nella regione del Palatinato, ed arruolatosi volontario nella Wehrmacht, prese parte alla seconda guerra mondiale venendo decorato con la Croce di Ferro di seconda classe nell’aprile 1942 e con quella di prima classe il 12 gennaio 1944.
Trasferitosi volontariamente nelle Waffen-SS divenne Untersturmführer in forza alla 7ª Compagnia, SS-Panzer-Regiment 2, della 2. SS-Panzer-Division "Das Reich", operante nello Heeresgruppe B, equipaggiata con i carri armati Panzer IV e Panther. Prese parte ai combattimenti seguiti allo sbarco alleato in Normandia e venne decorato con la Croce di Cavaliere della Croce di Ferro il 23 agosto 1944. Rimase ucciso in azione il 25 dicembre dello stesso anno durante l’Offensiva delle Ardenne, a Manhay, in Belgio. A quell’epoca la divisione era al comando dello SS-Gruppenführer Heinz Lammerding.